# Saboteur (videogioco)
Saboteur, scritto anche Saboteur! sulle copertine, è un videogioco pubblicato nel tardo 1985 per ZX Spectrum e nel 1986 per Amstrad CPC, Commodore 16 e Commodore 64 dalla Durell Software. È un precoce esempio di videogioco stealth e ha per protagonista un moderno ninja che deve introdursi in una fortezza nemica per sabotarla. Nel caso del Commodore 16 uscirono due versioni del gioco, una eseguibile solo sul modello con più memoria Commodore Plus/4 e simile a quelle per gli altri computer, e una per il C16, drasticamente ridotta nella grafica e nella struttura.
Nel 1987 uscì il seguito Saboteur II: Avenging Angel, mentre per il terzo capitolo della serie ci furono diversi progetti mai completati. Esistono alcuni giochi amatoriali non ufficiali, tra cui una conversione di Saboteur per Atari 8-bit (2016) e Saboteur III: The Egyptian Mission per Atari ST (2012). Clive Townsend, autore del Saboteur originale per ZX Spectrum, a partire da fine 2015 ha pubblicato online versioni demo e commerciali di Saboteur e Saboteur 2 per browser, Windows, macOS e Android, comprendenti rifacimenti fedeli degli originali e nuovi livelli e funzionalità.

## Trama
Un sabotatore mercenario, in tuta nera e volto coperto, si introduce furtivamente in una installazione militare, arrivando in gommone al molo. La struttura, a molti piani, è formata da un magazzino, le fognature, e un centro di comando nel sottosuolo, raggiungibile solo attraverso due treni sotterranei. La missione del sabotatore è sottrarre un dischetto con preziose informazioni dal centro di comando, piazzare al suo posto una bomba a orologeria trovata nella base stessa, e fuggire in tempo, utilizzando un elicottero sul tetto del magazzino.

## Modalità di gioco
L'area di gioco è un labirinto di molte stanze a piattaforme con visuale di lato. Il sabotatore può correre a destra e sinistra, usare scale a gradini o a pioli, saltare in corsa, abbassarsi, dare calci volanti da fermo, prendere e trasportare un solo oggetto o arma alla volta, usare l'arma o in mancanza di questa dare pugni.
Armi e oggetti non sono visibili sullo scenario, ma quando ci si passa accanto una piccola finestra alla base dello schermo avvisa della loro presenza e permette di raccoglierli. Le armi sono tutte a distanza e monouso: inizialmente si ha uno shuriken, mentre nella base si possono trovare pugnali, bombe a mano, e oggetti contundenti come mattoni. Si può lanciare l'arma in orizzontale o inclinata verso l'alto o il basso.
La base è difesa da soldati, cani da guardia e sistemi automatici che sparano dal soffitto. Le guardie hanno tutte armi da fuoco e possono combattere in corpo a corpo; a volte sono di spalle e possono non accorgersi del sabotatore se avvicinate lentamente. Sullo scenario ci sono anche molti terminali di computer che il giocatore può azionare; molti non hanno effetto, ma alcuni permettono di sbloccare determinate porte.
Il sabotatore ha una sola vita e una barra dell'energia, che viene ridotta dagli attacchi nemici e dalle cadute, ma si ricarica automaticamente quando il personaggio sta fermo, con il solo svantaggio della perdita di tempo.
C'è un limite di tempo per recuperare il dischetto e un altro limite per fuggire dopo aver piazzato la bomba. Si può anche completare il gioco fuggendo con l'elicottero senza aver preso il dischetto e piazzato la bomba, ma si ottiene un punteggio molto minore.
Si può giocare a nove livelli di difficoltà, che influenzano tra l'altro la posizione in cui si trova la bomba.

## Sviluppo
L'autore originale di Saboteur è Clive Townsend, che appena abbandonati gli studi venne assunto alla Durell Software. Qui il suo primo progetto fu la versione ZX Spectrum di Death Pit, che però non arrivò mai alla pubblicazione (uscì solo la versione Amstrad CPC di altro autore, mentre il prototipo per Spectrum è stato recuperato nel 2007). Nel frattempo iniziò a lavorare a Saboteur per ZX Spectrum, e riutilizzò alcune tecniche apprese con Death Pit. Clive Townsend progettò il gioco, ispirato da varie opere di ninja e spionaggio, realizzò la programmazione, la grafica e la conversione Amstrad, mentre le conversioni Commodore 64 e Plus/4, che riutilizzano all'incirca la stessa grafica, vennero programmate da Branko Spoljaric.
L'immagine del ninja nella schermata introduttiva è copiata dalla locandina del film Ninja la furia umana (Revenge of the Ninja).